# Cadena de mensajes
Una cadena de mensajes típica o una carta de cadena consiste en un mensaje que intenta inducir al receptor a realizar algún número de copias del mismo para luego pasarlos a más receptores nuevos. Un mensaje de cadena puede considerarse como un tipo de meme. Los métodos comúnmente utilizados en los mensajes de cadena incluyen historias emocionalmente manipuladoras, esquemas piramidales para asegurar la difusibilidad y la explotación de la superstición al amenazar al receptor con mala suerte o, incluso, violencia física si «rompe la cadena» o si rehúsa a adherirse a las condiciones impuestas en la carta.
Por ejemplo, una cadena en la que se usa la intimidación podría ser:
"Una chica fue asesinada en 1933. El asesino la enterró cuando todavía estaba viva. Éste cantaba mientras la estaba enterrando "Toma sota balcu". Ahora que has leído el cántico, te reunirás con esa chica. En mitad de la noche, descenderá del techo y te estrangulará del mismo modo que ella fue estrangulada. Pero si envías este mensaje a alguien más, no te molestará. Tu amabilidad será recompensada."
Las cadenas de mensajes son susceptibles de evolucionar, generalmente, para mejorar su capacidad de replicarse a lo largo del tiempo. Esto ocurre algunas veces a través de modificaciones deliberadas de la cadena por parte de un receptor o a través de errores en la copia.
Con el desarrollo del correo electrónico y de Internet, las cadenas han llegado a ser mucho más comunes y rápidas en extenderse que cuando se transmitían por un medio físico, aunque la RFC 1855 las desaconseja explícitamente como un incumplimiento de netiquette. Algunos proveedores de correo electrónico prohíben a los usuarios el envío de mensajes de correo electrónico en cadena en sus condiciones de uso.
Ha habido Cartas Divinas por lo menos desde la Edad Media. Y se podría ver que en el Libro de los Muertos un meme que prometía la resurrección a los que copiaran la tumba.
En EE. UU. es ilegal enviar cartas en cadena que implique un esquema piramidal u otro tipo de aliciente financiero recogidos en el Título 18, Código de los Estados Unidos, Sección 1302, el Postal Lottery Statute, si bien las cadenas que piden artículos de menor valor como tarjetas profesionales o recetas no están cubiertos por esta ley.
Las cadenas llegaron a ser muy populares en la comunidad MySpace; muchas de ellas tenían forma de boletín. Las cadenas de Myspace a menudo eran bulos intimidatorios.
Otro ejemplo es el estilo que sugiere añadir tu nombre y tu país al final de la lista (por ejemplo Joe Bloggs, England) y simplemente viendo